# アバーデア男爵
アバーデア男爵（英語: Baron Aberdare）は、連合王国貴族の男爵位。自由党の政治家ヘンリー・ブルースが1873年に叙されたのに始まる。

## 歴史
ヴィクトリア朝の自由党政権で内務大臣などの閣僚職を歴任した自由党庶民院議員ヘンリー・ブルース(1815–1895)は、1873年8月23日の勅許状によって連合王国貴族爵位グラモーガン州におけるダファリンのアバーデア男爵（Baron Aberdare, of Duffryn in the County of Glamorgan）に叙せられた。以降彼の男系男子によって爵位は継承されていく。
3代男爵クラレンス・ブルース(1885–1957)は様々なスポーツを嗜み、スポーツ振興に努めた。1931年から1951年にかけては国際オリンピック委員会のメンバーを務めた。
4代男爵モリス・ブルース(1919–2005)は貴族院保守党の政治家として活躍し、1976年から1992年まで貴族院委員会議長を務めた。1999年の貴族院改革で世襲貴族の議席が92議席に限定された後も世襲貴族議員枠の貴族院議員に選び残された。その息子で現在の当主である5代男爵アラステア・ブルース(1947-)も2008年に世襲貴族枠の貴族院議員に選出されている。会派はクロスベンチャー(中立派)である。

紋章に刻まれるモットーは、ブルース氏族の標語である『かつての王（Fuimus）』と、『死を恐れぬ者を恐れよ（Ofner Na Ofne Angau）』。

## アバーデア男爵 (1873年)
- 初代アバーデア男爵ヘンリー・オースティン・ブルース (1815–1895)
- 2代アバーデア男爵ヘンリー・キャンベル・ブルース（英語版） (1851–1914)
- 3代アバーデア男爵クラレンス・ネイピア・ブルース（英語版） (1885–1957)
- 4代アバーデア男爵モリス・ジョージ・リンドハースト・ブルース（英語版） (1919–2005)
- 5代アバーデア男爵アラステア・ジョン・リンドハースト・ブルース（英語版） (1947-)
  - 法定推定相続人は現当主の長男ヘクター・モリス・ネイピア・ブルース(1974-)